# Wilhelm Heckel
Wilhelm Hermann Heckel (Biebrich, 16 luglio 1879 – 12 gennaio 1952) è stato un costruttore tedesco di strumenti musicali.

## Biografia
Suoi genitori erano il costruttore di strumenti musicali Wilhelm Heckel (1856–1909) ed Emma Heckel nata du Fais (1859–1921).
Iniziò la sua formazione nell'aprile del 1894 presso l'azienda paterna, la Wilhelm Heckel GmbH, e approfondì la sua conoscenza della costruzione di strumenti musicali attraverso stage in Germania, Inghilterra, Francia e Repubblica Ceca. Con suo padre, Wilhelm Hermann inventò e sviluppò l'Heckelphone e il clarinetto Heckelphone, e continuò a sviluppare il clarinetto Heckel.  Fu solo quando rilevò l'azienda dopo la morte di suo padre che il fagotto Heckel fece un grande passo avanti.